# 구다프 체가이
구다프 체가이 데스타(암하라어: ጉዳፉ ፀጋይ ደስታ, 1997년 1월 23일~)는 에티오피아의 육상 선수로 주 종목은 중거리와 장거리이다. 2020년 하계 올림픽에 여자 5000m에서 동메달을 획득했으며 세계 선수권 대회에서 금메달 2개, 은메달 1개, 동메달 1개를 획득했다.
현재 여자 5000m 달리기 세계 기록과 여자 1500m 달리기 세계 실내 기록을 보유하고 있다.